# Villa Prinkipo

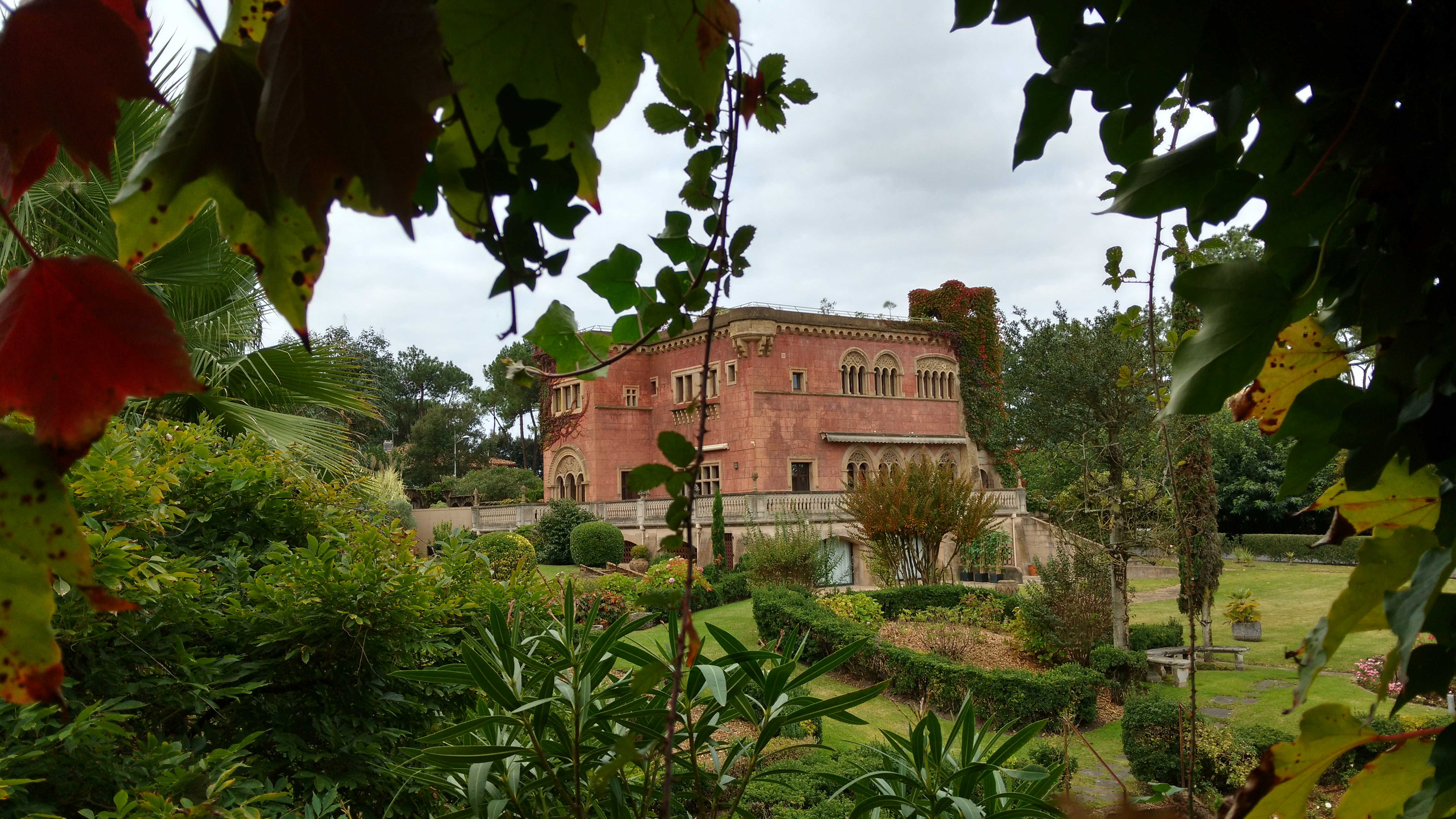
Villa Prinkipo.

La villa Prinkipo est une villa de style mauresque située à Anglet dans les Pyrénées-Atlantiques au bord du golf de Chiberta, à proximité des plages et du pignada de Chiberta.

## Histoire et description
Cette villa aux arcades néoromanes en plein cintre, recouverte de ciment rose, est de style byzantino-ottoman, flanquée d'une tour d'angle néogothique. Elle borde un jardin en terrasses fleuri de massifs d'hortensias qui donne directement sur le golf de Chiberta. Elle comprend un belvédère et une vaste terrasse au nord-est. Elle a été construite par les frères architectes Gélos entre 1927 et 1930 pour un riche Américain du nom de Robert Poole qui fit partie du comité technique du golf de Chiberta entre 1928 et 1933 et fut le donateur d'une coupe à son nom. Ce fut la première villa à être bâtie en bordure de ce nouveau golf, construit à partir de décembre 1924 par Tom Simpson. À l'époque, elle se trouvait encore à l'orée du pignada.
La villa doit son nom à l'île de Prinkipo (île des Princes, conquise par les Ottomans en 1453) au large d'Istanbul sur la mer de Marmara et s'inspire de son fort ottoman. Dans les années 1950, la villa appartenait à Louis Vidouze, fameux acupuncteur qui y recevait ses patients, et fin gourmet.
Aujourd'hui la villa est divisée en appartements en copropriété.